# كارلو ماتزوني
كارلو «كارلتو» مازون (بالإيطالية: Carlo Mazzone) (19 مارس 1937- 19 أغسطس 2023) هو لاعب كرة قدم إيطالي وكذلك مدرب كرة قدم سابق.
```
فاز مع 
نادي بولونيا
 بلقب 
كأس إنترتوتو
 في عام 
1998
.
```

## روابط خارجية
- كارلو ماتزوني على موقع قاعدة بيانات كرة القدم.إي يو (الإنجليزية)
- كارلو ماتزوني على موقع عالم كرة القدم.نت (الإنجليزية)